# Salsola incanescens
Salsola incanescens är en amarantväxtart som beskrevs av Carl Anton von Meyer. Salsola incanescens ingår i släktet sodaörter, och familjen amarantväxter. Inga underarter finns listade i Catalogue of Life.